# Дехек
Дехек (перс. دهق‎) — небольшой город в центральном Иране, в провинции Исфахан. Входит в состав шахрестана Неджефабад. По данным переписи, на 2006 год население составляло 7 828 человек.

## География
Город находится в юго-западной части Исфахана, в гористой местности центрального Загроса, на высоте 1940 метров над уровнем моря.
Дехек расположен на расстоянии приблизительно 75 километров к северо-западу от Исфахана, административного центра провинции и на расстоянии 280 километра к югу от Тегерана, столицы страны. Ближайший аэропорт расположен в городе Шехре-Корд.